# Emilia Nyström
Emilia Nyström (Muurame, 13 de setembro de 1983) é uma jogadora de vôlei de praia finlandesa, nacionalidade pela qual conquistou a medalha de bronze no Campeonato Europeu de 2010 na Alemanha.

## Carreira
A trajetória no voleibol de praia iniciou-se foi ao lado de sua irmã gêmea Erika Nyström, competiram juntas na edição do Campeonato Mundial Sub-21 de 2001 realizado em Le Lavandou, representando a Finlândia, alcançaram a nona colocação, mesma posição obtida na edição seguinte, ou seja, em 2002 na Catânia. 
Em mais uma oportunidade ao lado de sua gêmea,  sagraram-se campeãs  do Campeonato Finlandês nos anos de 2002, 2004, 2005, 2006, 2008 e 2009, terminaram com o vice-campeonato nos anos de 2000 e 2001.A estreia no Circuito Mundial de Vôlei de Praia, deu-se no Aberto de Stavanger em 2002, na mesma etapa em 2003 terminaram em vigésimo quinto lugar. Obtiveram também o quinto lugar no Campeonato Mundial Sub-21 de 2003 em Saint-Quay-Portrieux, terminaram na nona posição no Campeonato Europeu de 2003 em Alanya. 
No Grand Slam de Marseille, pelo Circuito Mundial de 2004, pela primeira vez ficaram entre as dez melhores duplas, terminando na nona colocação; e na edição do Campeonato Europeu Sub-22 realizado em Brno conquistaram a medalha de ouro. Em 2005 terminaram na trigésima terceira colocação no Campeonato Mundial em Berlim, terminando na trigésima sétima colocação na edição de 2007 em Gstaad, o mesmo posto repetindo no Mundial de 2009 em Stavanger.
Em posterior temporada ao lado de Erika disputou o Campeonato Europeu de 2008 em Hamburgo e finalizaram na vigésima quinta posição, em 2010 obtiveram seu resultado mais expressivo, na edição do Campeonato Europeu realizado em Berlim, conquistaram a medalha de bronze.
Juntas competiram em 2011 no Campeonato Mundial sediado em Roma, na edição do Campeonato Europeu em Kristiansand e no Circuito Europeu de Vôlei de Praia de 2012 em Haia, nestes terminaram na décima sétima posição. Na edição do Mundial de 2013 em Stare Jablonki finalizaram na nona colocação, o mesmo ocorrendo em Cagliari na edição do Campeonato Europeu. Em 2015 a dupla interrompem a carreira por causa das lesões, competiram até o Jogos Europeus sediados em Baku, terminando na décima sétima colocação.